# 1908 у літературі

## Нагороди
- Нобелівську премію з літератури отримав німецький письменник Рудольф Крістоф Ойкен.

## Народились
- 21 лютого —Поль Берна, французький письменник.
- 20 березня — Тевельов Матвій Григорович — український письменник
- 9 квітня — Єфремов Іван Антонович — письменник-фантаст
- 28 травня — Ян Флемінг, автор (пом. 1964)
- 17 листопада — Юлюс Бутенас, литовський письменник, заслужений діяч культури Литовської РСР (з 1965).

## Померли
- 7 квітня — Жемчужников Олексій Михайлович (нар. 1821) — російський ліричний поет, сатирик і гуморист.